# Rebels
Rebels je prvi album latino pop grupe RBD na engleskom jeziku. U prvom tjednu se prodao u 94.000 primjeraka. Za ovaj album su primili brojne nominacije, uključujući i onu za nagradu Grammy. Za promociju dosadašnjih albuma organizirana je i turneja, kao i nastup na izboru za Miss svijeta 2007., čija se završnica održala u Meksiku.

## Popis pjesama
1. "Tu amor (Tvoja ljubav)" — 4:38
2. "Wanna Play (Želiš plesati) "  — 3:41
3. "My Philosophy (Dame)" — 4:05
4. "Connected (Tenerte y quererte )" — 3:16
5. "I Wanna Be the Rain (Želim biti kiša)" — 4:07
6. "Cariño mio (Moja ljubavi) " — 3:12
7. "Era la música (Glazba je bila ta)" — 3:31
8. "Keep It Down Low (Solo Quédate En Silencio)" — 3:36
9. "Happy Worst Day (Feliz Cumpleanos) — 3:02
10. "This Is Love (Nuestro amor)" — 3:39
11. "Save Me" (Salvame)"  — 3:56
12. "Money Money (Lova, lova)"  — 3:21